# Ак-Чокрак-Богаз

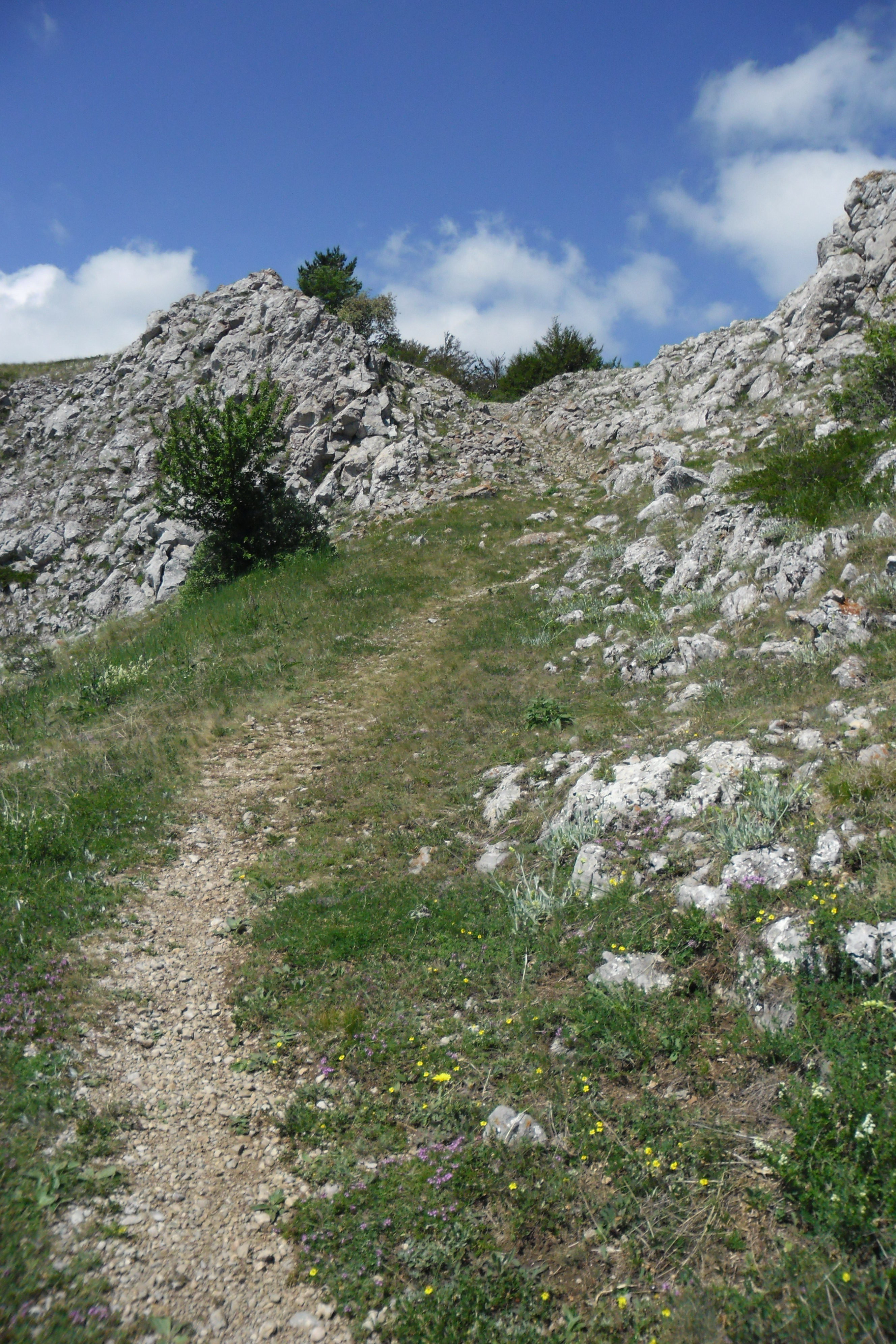
Ак-Чокрак-Богаз неподалік виходу на Бабуган-Яйлу.

Ак-Чокрак-Богаз, Кавалі-Богаз, Ховалих-Богаз, або Хавли-богаз (Ховли від тюркського бузина — в достатку росте тут) — гірська стежка, середньовічний шлях на Бабуган-яйлу від Алушти. Згадується в старовинних путівниках Криму, проходить через джерело Ак-Чокрак. Виходить на північ від гори Куш-Кая до сідловини Дипло і від неї — на Бабуган.

## Галерея

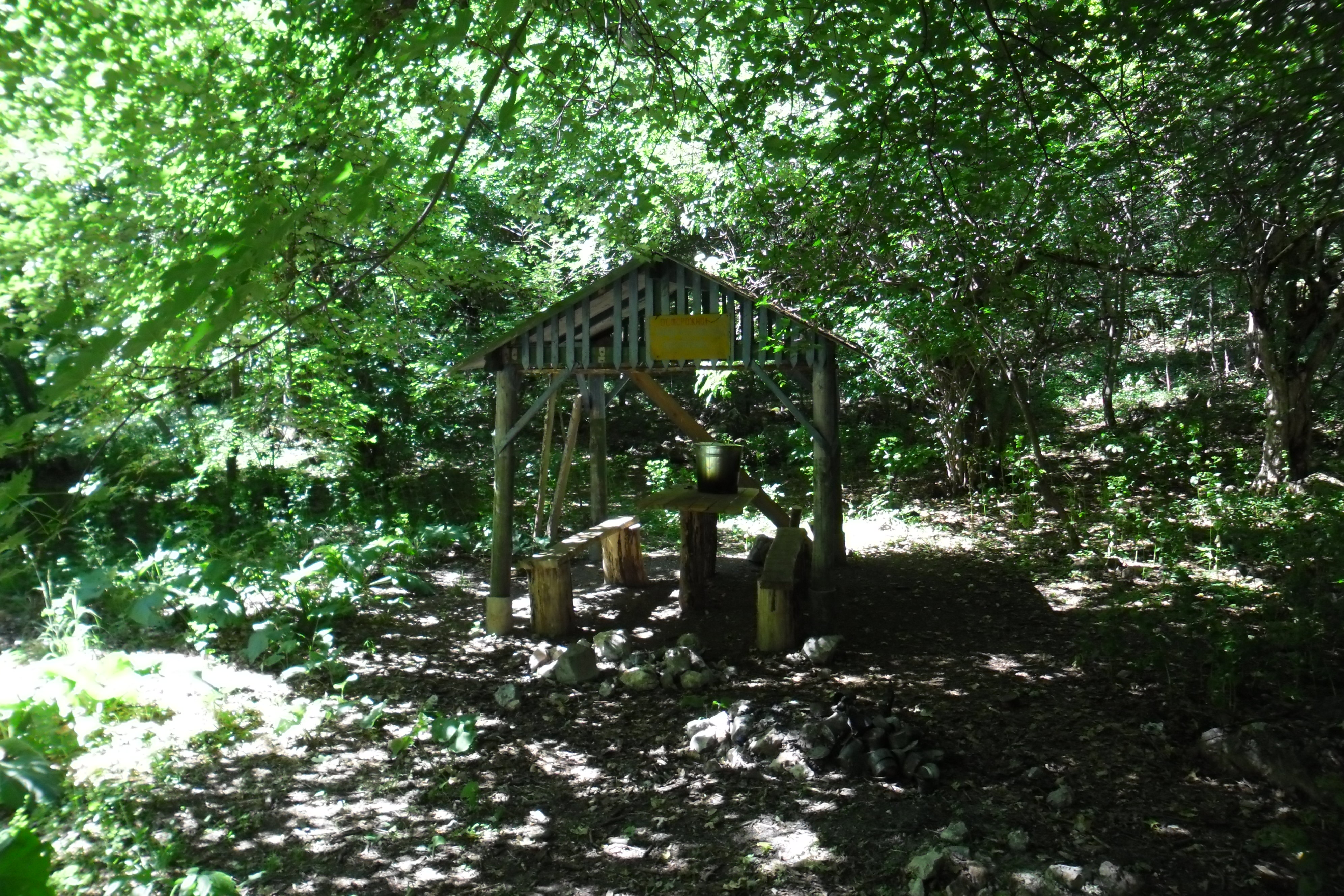
Стоянка на стежці Ак-Чокрак-Богаз. 2012 р.
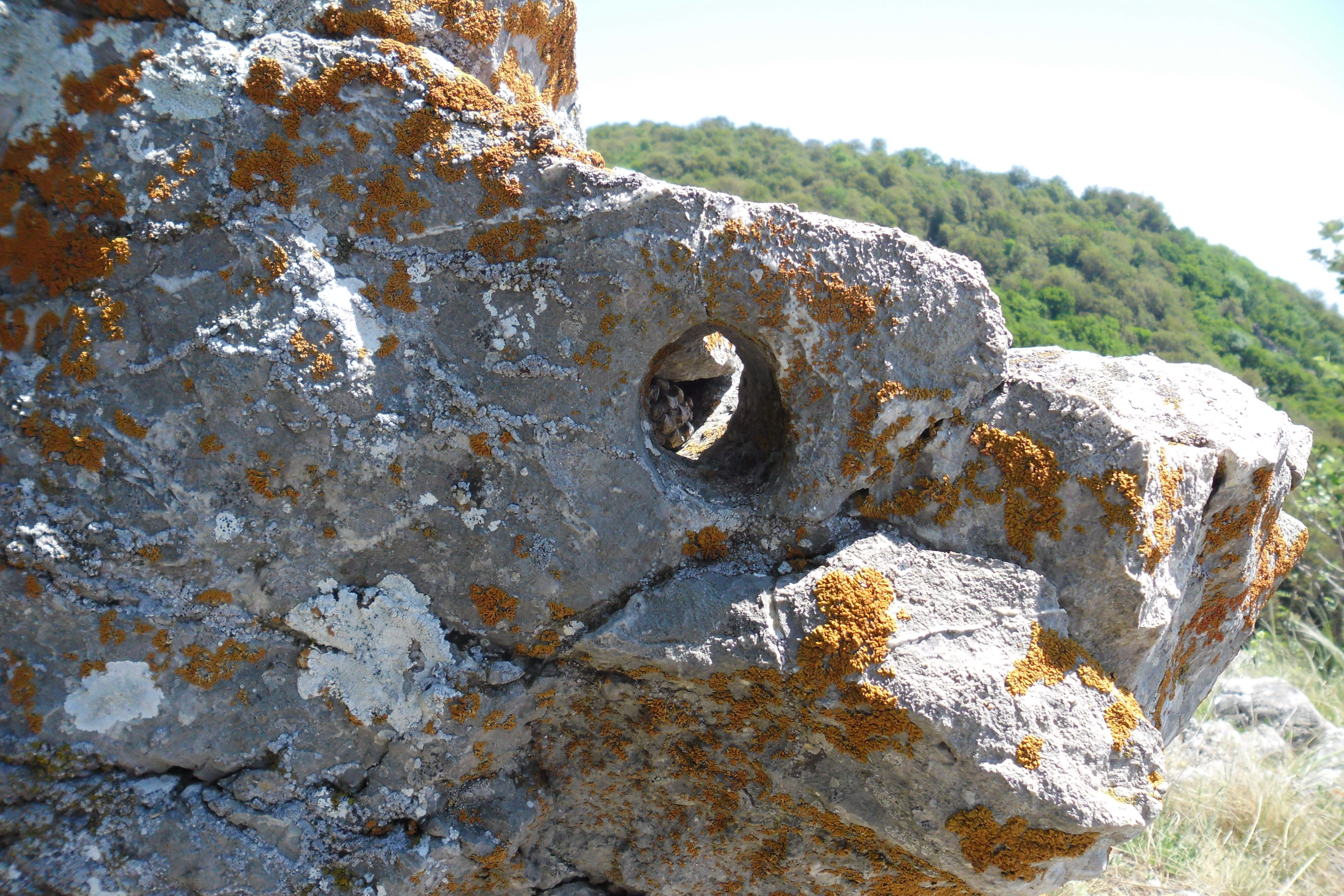
Камінь з отвором на виході стежки Ак-Чокрак-Богаз на Бабуган-Яйлу.
Район Ак-Чокрак-Богаз на мапі Бабуган-яйли.